# ISO 3166-2:TL
Artículo principal: ISO 3166-2

Mapa de localización de municipios de Timor Oriental desde 2022.

ISO 3166-2:TL es la entrada para el Timor Oriental en ISO 3166-2, parte de los códigos de normalización ISO 3166 publicados por la Organización Internacional de Normalización (ISO), que define los códigos para los nombres de las principales subdivisiones (p.ej., provincias o estados) de todos los países codificados en ISO 3166-1.
En la actualidad, para el Timor Oriental los códigos ISO 3166-2 se definen en 12 municipios y 1 región administrativa especial.
Cada código consta de dos partes, separadas por un guion. La primera parte es TL, el código para el Timor Oriental en ISO 3166-1 alpha-2. La segunda parte tiene dos letras.
Antes de alcanzar la independencia de Indonesia en 2002, para el Timor Oriental se asignó oficialmente el código ISO 3166-1 alpha-2 code TP. Además, según la ISO 3166-2 también se asignó el código ID-TT bajo la entrada para Indonesia.

## Códigos actuales
Los nombres de las subdivisiones figuran en la lista según el patrón publicado por la Agencia de Mantenimiento del ISO 3166-2 (ISO 3166/MA).
Los códigos ISO 639-1 e ISO 639-2 se usan para representar los nombres de las subdivisiones en los siguientes idiomas oficiales:
- (pt): Portugués
- (-): Tetum

Pulsa sobre el botón en el encabezado de cada columna para clasificar.
| Código | Nombre de la subdivisión (pt)              | Nombre de la subdivisión (-) | Categoría                      |
| ------ | ------------------------------------------ | ---------------------------- | ------------------------------ |
| TL-AL  | Aileu                                      | Aileu                        | municipio                      |
| TL-AN  | Ainaro                                     | Ainaru                       | municipio                      |
| TL-BA  | Baucau                                     | Baukau                       | municipio                      |
| TL-BO  | Bobonaro                                   | Bobonaru                     | municipio                      |
| TL-CO  | Cova Lima                                  | Kovalima                     | municipio                      |
| TL-DI  | Díli                                       | Díli                         | municipio                      |
| TL-ER  | Ermera                                     | Ermera                       | municipio                      |
| TL-LA  | Lautém                                     | Lautein                      | municipio                      |
| TL-LI  | Liquiça                                    | Likisá                       | municipio                      |
| TL-MT  | Manatuto                                   | Manatutu                     | municipio                      |
| TL-MF  | Manufahi                                   | Manufahi                     | municipio                      |
| TL-OE  | Oé-Cusse Ambeno (local variant is Oecussi) | Oekusi-Ambenu                | región administrativa especial |
| TL-VI  | Viqueque                                   | Vikeke                       | municipio                      |

## Cambios
Los siguientes cambios a la entrada se han anunciado en la ISO 3166/MA desde la primera publicación de la ISO 3166-2 en 1998. ISO cesó su emisión de informes en 2013.
| Informe                                            | Fecha de emisión                     | Descripción del cambio notificado | Cambio de código o de subdivisión    |
| -------------------------------------------------- | ------------------------------------ | --- | ------------------------------------ |
| Boletín I-3                                        | 20/8/2002                            | Cambió el elemento del código ISO 3166-1 alfa-2 a TL. Inserción de 13 distritos, según ISO 3166-1 Boletín V-5 | Subdivisiones añadidas:13 distritos  |
| Boletín I-4                                        | 2002-12-10                           | Cambia el nombre del país según el informe ISO 3166-1 Boletín V-6 (Timor oriental se renombra como Timor-Leste en inglés y francés). Corrección ortográfica en TL-LI | (TBD)                                |
| Boletín II-3                                       | 2011-12-13 (corregido el 2011-12-15) | Se actualizan la modificación lingüística y la lista fuente. | Cambio ortográfico TL-DI Dili → Díli |
| Visualización en la plataforma en línea de la ISO) | 2018-11-26                           | Cambia el nombre de la categoría de la subdivisión: de distrito a municipio; se añade el nombre de la categoría en tet; Cambia el nombre de la categoría: de distrito a región administrativa especial por TL-OE Cambia la ortografía de por a TL-OE Cambia el código de TL-LA; se añade la variación local de TL-OE; se actualiza la lista fuente | (TBD)                                |